# Villemade
Villemade is een gemeente in het Franse departement Tarn-et-Garonne (regio Occitanie). De gemeente telde op 1 januari 2022 824 inwoners. De plaats maakt deel uit van het arrondissement Montauban en van het gemeentelijk samenwerkingsverband Communauté d’Agglomération de Grand Montauban.

## Geschiedenis
In de Gallo-Romeinse periode lag hier op beide oevers van de Tarn een omvangrijke nederzetting, waarvan de naam niet is overgeleverd. De plaats werd verlaten na de Vandaalse inval van 407.
In 1144 werd Villa Amada gesticht door de graaf van Toulouse Alphonse Jourdain, die eerder ook Montauban had gesticht. Hij koos hiervoor een kleine heuvel boven de Tarn. Een groot deel van het grondgebied van de huidige gemeente behoorde in de middeleeuwen toe aan de Abdij van Montauriol in Montauban.

## Geografie
De oppervlakte van Villemade bedraagt 9,2 km², de bevolkingsdichtheid is 73,3 inwoners per km². De gemeente ligt op de rechteroever van de Tarn en grenst in het zuidoosten aan Montauban.
De onderstaande kaart toont de ligging van Villemade met de belangrijkste infrastructuur en aangrenzende gemeenten.

## Demografie
Onderstaande figuur toont het verloop van het inwonertal (bron: INSEE-tellingen).